# Saint-Martin-de-Cornas
Saint-Martin-de-Cornas est une ancienne commune française du département du Rhône. En 1965, la commune est absorbée par Givors.

## Histoire
Le 1er janvier 1965, la commune est absorbée par Givors.

## Population et société

### Démographie
L'évolution du nombre d'habitants est connue à travers les recensements de la population effectués dans la commune depuis 1800. Pour les communes de plus de 10 000 habitants les recensements ont lieu chaque année à la suite d'une enquête par sondage auprès d'un échantillon d'adresses représentant 8 % de leurs logements, contrairement aux autres communes qui ont un recensement réel tous les cinq ans,.

En 1962, la commune comptait 94 habitants.
| 1800 | 1806 | 1821 | 1831 | 1836 | 1841 | 1846 | 1851 | 1856 |
| ---- | ---- | ---- | ---- | ---- | ---- | ---- | ---- | ---- |
| 124  | 129  | 148  | 146  | 146  | 139  | 150  | 153  | 188  |

| 1861 | 1866 | 1872 | 1876 | 1881 | 1886 | 1891 | 1896 | 1901 |
| ---- | ---- | ---- | ---- | ---- | ---- | ---- | ---- | ---- |
| 189  | 165  | 148  | 194  | 129  | 127  | 114  | 107  | 101  |

| 1906 | 1911 | 1921 | 1926 | 1931 | 1936 | 1946 | 1954 | 1962 |
| ---- | ---- | ---- | ---- | ---- | ---- | ---- | ---- | ---- |
| 107  | 106  | 81   | 92   | 98   | 90   | 90   | 88   | 94   |

## Culture locale et patrimoine

### Lieux et monuments
- L'église Saint-Lazare comporte 3 vitraux réalisés par le prêtre Louis Ribes, accusé d'avoir violé et agressé sexuellement des dizaines d'enfants. À la demande des victimes et du diocèse de Lyon, les œuvres du prêtre sont retirées dans la région, mais la mairie de Givors refuse de le faire dans cette église au nom de la défense du patrimoine[5].

## Pour approfondir